# Събудете зората
„Събудете зората“ (на урду: جاگو ہوا صویرا) е пакистански драматичен филм от 1959 година на режисьора Ахтар Кардар с участието на Хан Атаур Рахман, Трипти Митра и Зураин Ракши, адаптация на едноименния роман на Маник Бандопадхиай.

## Сюжет
Сюжетът на филма проследява ежедневието на източнопакистанските (бангладешките) рибари.

## В ролите
- Трипти Митра като Мала
- Зураин Ракши като рибаря Маин
- Хан Атаур Рахман като Касим
- Кази Халик като Лал Ниан
- Маина Латиф като Ганджу

## Продукция
Филмът е уникална за времето си продукция между двете географски провинции на тогавашната държава Пакистан- Западен Пакистан (съвременния Пакистан) и Източен Пакистан (съвременния Бангладеш), които се разделят на отделни държави през 1971 година. Снимките протичат в Дака, столицата на Бангладеш, където основния език е бенгалския, а диалозите в него са на урду, който е характерен за западната част на страната.

## Награди
- Златен медал от Международния кинофестивал в Москва през 1959 година.